# پروتئین باستانی

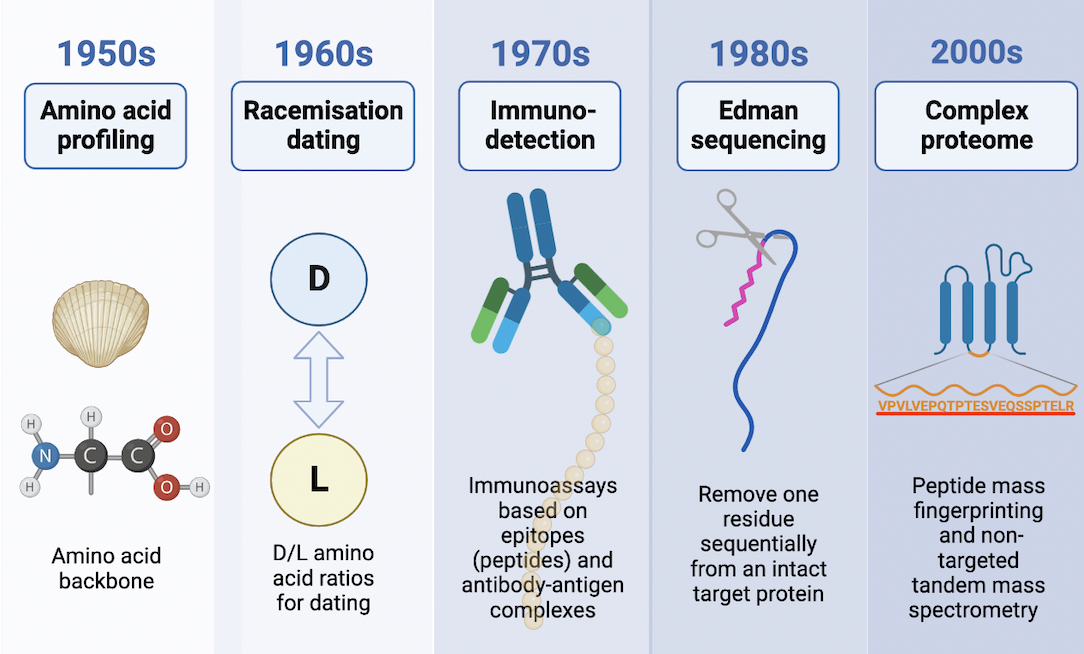
جدول زمانی تجزیه و تحلیل پروتئین‌های باستانی کلیدی از دهه ۱۹۵۰.

پروتئین‌های باستانی (به انگلیسی: Ancient protein) مجموعه‌های پیچیده‌ای هستند و اصطلاح palaeoproteomics برای توصیف مطالعه پروتئوم‌ها در گذشته به کار می‌رفت. پروتئین‌های باستانی از طیف گسترده‌ای از مواد باستان‌شناسی، از جمله استخوان، دندان، پوسته تخم، چرم، کاغذ پوست، سرامیک، کلاسورهای نقاشی و بافت‌های نرم مانند روده به خوبی نگهداری شده‌اند. این پروتئین‌های نگهداری‌شده اطلاعات ارزشمندی دربارهٔ شناسایی آرایه‌ای، تاریخچه فرگشت (تبارزایی)، رژیم غذایی، بهداشت، بیماری، فناوری و پویایی اجتماعی در گذشته ارائه کرده‌اند.